# Mycalesis albofasciata
Mycalesis albofasciata är en fjärilsart som beskrevs av Robert Christopher Tytler 1914. Mycalesis albofasciata ingår i släktet Mycalesis och familjen praktfjärilar. Inga underarter finns listade i Catalogue of Life.